# Advanced persistent threat
Thuật ngữ APT (Advanced Persistent Threat) được dùng để chỉ một tập hợp các quá trình tấn công hệ thống máy tính bí mật và liên tục, thường được sắp xếp bởi một người hoặc một nhóm người  (hackers) nhắm vào một thực thể cá biệt. Tấn công APT thường nhắm tới các tổ chức tư nhân, nhà nước hoặc cả hai vì các động cơ kinh doanh hoặc chính trị. Các quy trình APT đòi hỏi mức độ bí mật cao trong một thời gian dài. Quy trình cao cấp biểu thị các kỹ thuật tinh vi sử dụng phần mềm độc hại để khai thác lỗ hổng trong hệ thống máy tính. Quá trình "liên tục" cho thấy rằng một hệ thống bên ngoài liên tục điều khiển và theo dõi và lấy cắp dữ liệu từ một mục tiêu cụ thể. Quá trình "đe dọa" cho thấy sự tham gia của con người trong việc dàn xếp cuộc tấn công.
APT thường đề cập đến một nhóm, chẳng hạn như một chính phủ, với cả khả năng và dự định nhắm mục tiêu vào một thực thể cụ thể liên tục và hiệu quả. Thuật ngữ này thường được sử dụng để chỉ các mối đe dọa trên mạng, đặc biệt là gián điệp Internet, sử dụng nhiều kỹ thuật thu thập thông tin để truy cập thông tin nhạy cảm, nhưng áp dụng như nhau cho các mối đe dọa khác như gián điệp hoặc tấn công truyền thống. Các phần tử tấn công được công nhận khác bao gồm phương tiện truyền thông bị nhiễm, sự thỏa hiệp chuỗi cung ứng và kỹ thuật xã hội. Mục đích của các cuộc tấn công này là đặt mã độc hại trên một hoặc nhiều máy tính cho các tác vụ cụ thể và vẫn không bị phát hiện trong thời gian dài nhất có thể. Biết được các đồ tạo tác của kẻ tấn công, chẳng hạn như tên tập tin, có thể giúp chuyên gia tìm kiếm trên toàn mạng để thu thập thông tin về tất cả các hệ thống bị ảnh hưởng. Các cá nhân, chẳng hạn như một hacker riêng lẻ, thường không được gọi là APT, vì họ hiếm khi có các nguồn lực cao cấp và kiên trì ngay cả khi họ có ý định truy cập hoặc tấn công, một mục tiêu cụ thể.